# Самково (Пермский край)
Самково — село в Кудымкарском районе Пермского края. Входило в состав Верх-Иньвенского сельского поселения. Располагается западнее от города Кудымкара. Расстояние до районного центра составляет 42 км. По данным Всероссийской переписи населения 2010 года, в селе проживало 378 человек (183 мужчины и 195 женщин). В селе действует средняя школа.

## История
По данным на 1 июля 1963 года, в селе проживало 437 человек. Село являлось административным центром Самковского сельсовета.